# 수원 청련암 신중도
수원 청련암 신중도(水原 靑蓮庵 神衆圖)는 대한민국 경기도 수원시 장안구 조원동 청련암에 있는 조선시대의 신중도이다. 2009년 5월 21일 경기도의 문화재자료 제147호로 지정되었다.

## 개요
신중도 화기를 통해 동 사찰내 아미타후불도와 같이 제작되었음을 알 수 있다.
이 그림은 불화승의 활동 시기와 설채법 및 구도 등에서 19세기 후반 불교회화를 잘 반영한 작품이다.

## 참고 문헌
- 수원 청련암 신중도 - 국가유산청 국가유산포털